# Liutgarda di Salzwedel
Liutgarda di Salzwedel, detta anche Liutgarda di Stade, (1110 – Winzenburg, 29 o 30 gennaio 1152) fu regina consorte di Danimarca come moglie del re Eric III.

## Biografia
Liutgarda nacque da Riccarda, contessa di Sponheim-Lavanttal, e dal conte della dinastia Odoniana (in tedesco Udonen) Rodolfo I di Stade e Ditmarsh († 1124), margravio della marca del Nord, risedente a Salzwedel. Il nonno paterno di Liutgarda era il margravio Lotario Udo II. Dopo la morte di suo padre, visse nelle terre di sua madre vicino a Jerichow. Sposò suo zio Federico II, conte di Sommerschenburg (1095-19 maggio 1162), dal 1120 conte palatino di Sassonia come Federico VI; ebbe quattro figli con lui, ma fu costretto a divorziare per motivi di consanguineità nel 1142. 
Suo fratello Arduico/Hartwig, conte di Stade, preposto alla cattedrale di Brema dal 1143, la fece sposare con Eric III di Danimarca nel 1143 o 1144. Con la morte senza discendenza del fratello maggiore e conte Rodolfo II di Stade a Freckleben nel 1144, Liutgarda e i suoi figli divennero i presunti eredi della contea di Stade, dal momento che anche suo fratello minore ed erede, Arduico/Hartwig, era senza figli. Tuttavia nel 1148 Arduico/Hartwig stipulò con il capitolo della cattedrale, allo scopo di essere eletto arcivescovo di Brema, la cessione della contea all'arcidiocesi alla sua morte, spiazzando così le pretese dei figli di Liutgarda. Come regina, venne criticata per essere promiscua e per aver influenzato il marito a sprecare denaro. Si separò dal coniuge dopo essere stata accusata di adulterio e venne esiliata nel Sacro Romano Impero. 
Vedova, nel 1148 divenne la seconda moglie dell'anch'esso vedovo conte Ermanno II di Winzenburg-Northeim, ed essi ebbro altre tre figlie. I ministeriali di Bernardo di Rothenburg, vescovo di Hildesheim, forse sull'istigazione di quest'ultimo, uccisero il conte Ermanno, il quale era considerato violento e aveva l'ambizione di impadronirsi di altri territori; i ministeriali non risparmiarono Liutgarda, in quel momento incinta, uccidendola a Winzenburg nella notte tra il 29 e il 30 gennaio 1152. Gli assassini derubarono inoltre il loro tesoro consistente in 6.000 monete in argento. 

## Famiglia e figli
Con lo zio Federico II di Sommerschenburg, Liutgarda ebbe quattro figli: 
- Alberto (o Adalberto), conte palatino di Sassonia e conte di Sommerschenburg (circa 1130-15 gennaio o 17 marzo 1179);
- Adelaide († 1 maggio 1184), principessa-badessa di Gandersheim (1152 / 53-1184) e dell'abbazia di Quedlinburg (1161-1184);
- Sofia († 1189 o 1190), che sposò in prime nozze Enrico I, conte di Wettin (27 febbraio 1142-30 agosto 1181), fratello della successiva regina danese Adela di Meissen e figlio del padre e margravio Corrado il Grande; sposò in seconde nozze Ermanno I, langravio di Turingia; quest'ultima affiliazione non è certa[senza fonte]
- Teodorico, conte di Sommerschenburg, tutore di suo nipote Enrico II, conte di Wettin, figlio di Sofia e di Enrico I di Wettin[senza fonte]

Con Eric III di Danimarca non ebbe figli.
Con Ermanno II di Winzenburg-Northeim, Liutgarda ebbe tre figlie: 
- Una figlia dal nome sconosciuto (1149–1204), che sposò nel 1170 in prime nozze Enrico III, conte di Schwarzburg († 26 luglio 1184), e sposò in seconde nozze Ulrico I, conte di Wettin (circa 1170–28 settembre 1206),[1] figlio di Sofia e Enrico I di Wettin;
- Una figlia dal nome sconosciuto (nata nel 1150), che sposò nel 1166 Buris/Burits Henriksen (1130 circa- morto assassinato nel 1167), jarl di Jutland (dal 1162), un figlio di Enrico Sweynson (Henrik Skadelår) e di Ingrid Ragnvaldsdotter;
- Edvige (nata nel 1151), priora dell'abbazia di Gandersheim.